# Yamuna Nagar
Yamuna Nagar (en hindi: यमुनानगर ) es una ciudad de la India, centro administrativo del distrito de Yamuna Nagar, en el estado de Haryana.

## Geografía
Se encuentra a una altitud de 280 m s. n. m. a 108 km de la capital estatal, Chandigarh, en la zona horaria UTC +5:30.

## Demografía
Según estimación 2011 contaba con una población de 234 481 habitantes.